# NHKニュースおはよういわて
NHKニュースおはよういわて（エヌエイチケイニュースおはよういわて）は、2000年4月3日からNHK盛岡放送局で平日朝に放送される『NHKニュースおはよう日本』のローカル番組。『NHKモーニングワイド』放送時は、金曜7:30 - 8:00で放送の時期もあった。

## 放送時間
- 平日 7:45 - 8:00
  - 祝日は休止し、7:25 - 7:30に仙台から東北地方向けのニュース・気象情報を放送。

## 内容
- 7:45 オープニング
- 7:45 - 7:50.30 ニュース、きょうの動き
- 7:50.30 - 7:54.40 東北地方の話題・検証・中継など（東北地方のすべての局で放送）
- 7:54.40 - 7:58 仙台から東北地方の気象情報
- 7:58 - 8:00 気象情報

## キャスター
- 盛岡放送局のアナウンサーが交替で担当[2]。

## オープニング音楽
- ? - 2008年3月28日 - NHKニュースおはよう青森、NHKニュースおはようやまがた、おはよう福島と同じ音楽。NHKニュースおはよう日本の3代目のタイトルロゴ。
- 2008年3月31日 - NHKニュースおはよう日本で平日8:00、土曜日6:30で使用されているジングル。ベースカラーは黄色。
- 2010年3月29日 - おはよう日本の「まちかど情報室」使用曲。